# Peter Bondra
Peter Bondra (* 7. Februar 1968 in Bakiwzi, Ukrainische SSR) ist ein ehemaliger slowakischer Eishockeyspieler und -funktionär ukrainischer Herkunft, der im Verlauf seiner aktiven Karriere zwischen 1986 und 2007 unter anderem 1161 Spiele für die Washington Capitals, Ottawa Senators, Atlanta Thrashers und Chicago Blackhawks in der National Hockey League auf der Position des rechten Flügelstürmers absolviert hat. Seinen größten Karriereerfolg feierte Bondra mit dem Gewinn der Weltmeisterschaft mit der slowakischen Nationalmannschaft. Zudem wurde er zweimal als bester Torschütze der NHL ausgezeichnet. Sein älterer Bruder Juraj Bondra war und sein Sohn Dávid Bondra ist ebenfalls professioneller Eishockeyspieler.

## Karriere
Peter Bondra wurde in der Ukrainischen SSR geboren und zog im Kindesalter mit seiner Familie ins slowakische Poprad, da sein Vater gebürtiger Slowake war. Seine Mutter war polnischer Herkunft. Bondra spielte im Nachwuchsbereich des heutigen HK Poprad, ehe er 1986 zur TJ VSŽ Košice wechselte. Dort spielte er zusammen mit seinem Bruder Juraj, gemeinsam gewannen sie 1988 die tschechoslowakische Meisterschaft.

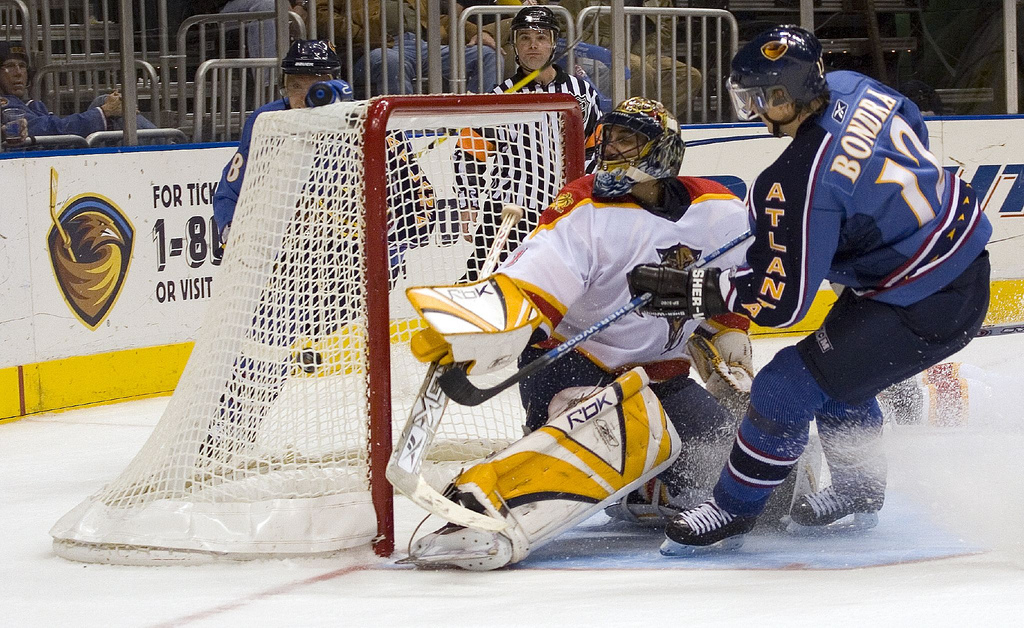
Peter Bondra (re.) erzielt ein Tor gegen Roberto Luongo (2005)

Beim NHL Entry Draft 1990 wählten ihn die Washington Capitals in der neunten Runde an 156. Stelle aus. Nur wenige Monate nach seinem Draft feierte er am 5. Oktober 1990 sein Debüt in Nordamerika gegen die Pittsburgh Penguins. Genau eine Woche später erzielte Bondra sein erstes NHL-Tor gegen die New Jersey Devils. Sein erster Hattrick gelang ihm auch noch 1990, woraufhin er zum besten Rookie des Monats November gewählt wurde. Seine bis dahin beste Saison gelang ihm 1994/95, als er bester Torschütze der NHL in der regulären Saison war. Aber auch die nächste Saison 1995/96 verlief sehr erfolgreich, denn er wurde erst der vierte Spieler der Washington Capitals, der die 50-Tore-Marke in einer Saison knackte. Er war in dieser Spielzeit an über 20 % aller Tore der Caps beteiligt. In dieser Saison absolvierte er sieben Spiele für die Detroit Vipers. Die Saison 1997/98, in der seine Washington Capitals erstmals überhaupt das Finale um den Stanley Cup erreichten, schloss er als bester Gesamt-Torschütze (Reguläre Saison und Playoffs) ab. Am 30. November 2001 erzielte er sein 398. NHL-Tor, eins mehr als es Mike Gartner schaffte.
Nach 14 Jahren in der US-amerikanischen Hauptstadt wurde er 2004 zu den Ottawa Senators transferiert. In seiner Zeit in Washington erzielte er insgesamt 472 Tore und 353 Assists (825 Punkte).
Während des NHL-Lockouts spielte er beim HK Tatravagónka Poprad (Slowakei). Da sein Vertrag bei den Senators nicht verlängert wurde, wechselte er anschließend zu den Atlanta Thrashers. Dort spielte er eine Saison, in der er 39 Punkte erreichte. Doch nach nur einem Jahr musste er Atlanta verlassen, denn auch hier wurde sein Vertrag nicht verlängert. Zu Beginn der Saison 2006/07 stand Peter Bondra bei keinem Team unter Vertrag. Erst Mitte Dezember wurde er von den Chicago Blackhawks verpflichtet. Dort schoss er am 22. Dezember 2006 den 500. Treffer seiner NHL-Karriere. Nach der Spielzeit nahm ihn, wie bereits im Vorjahr, keine Mannschaft unter Vertrag. Er beendete seine aktive Karriere am 29. Oktober 2007 und übernahm den Posten des General Managers der slowakischen Nationalmannschaft. Diesen füllte er bis zum Jahr 2011 aus.

### International
Beim Qualifikationsturnier zu den Olympischen Spielen 1994 stand er erstmals im Trikot der slowakischen Nationalmannschaft auf dem Eis. Nach der Saison 1995/96 durfte er auch wieder das Nationalmannschaftstrikot beim World Cup of Hockey 1996 überstreifen. 1998 lief er bei den Olympischen Spielern in Nagano erneut für die slowakische Nationalmannschaft auf. Bei der Eishockey-Weltmeisterschaft der Herren 2002 erzielte "Bonzai" im Finale gegen Russland zwei Tore, darunter auch den spielentscheidenden Siegtreffer. Die Slowakei gewann damit die erste Goldmedaille im internationalen Eishockey überhaupt. Bei der WM im folgenden Jahr verhalf er der Slowakei mit einem Tor beim 4:2-Sieg gegen Tschechien zum Gewinn der Bronzemedaille.

## Erfolge und Auszeichnungen
| - 1988 Tschechoslowakischer Meister mit TJ VSŽ Košice - 1993 Teilnahme am NHL All-Star Game - 1995 Bester Torschütze der NHL - 1996 Teilnahme am NHL All-Star Game - 1997 Teilnahme am NHL All-Star Game - 1998 Teilnahme am NHL All-Star Game | - 1998 Bester Torschütze der NHL (gemeinsam mit Teemu Selänne) - 1998 Slowakischer Eishockeyspieler des Jahres - 1999 Teilnahme am NHL All-Star Game - 2002 Slowakischer Eishockeyspieler des Jahres - 2003 Slowakischer Eishockeyspieler des Jahres - 2016 Aufnahme in die IIHF Hall of Fame |

### International
| - 2002 Goldmedaille bei der Weltmeisterschaft - 2002 Bester Torschütze der Weltmeisterschaft - 2002 Beste Plus/Minus-Wertung der Weltmeisterschaft | - 2002 All-Star-Team der Weltmeisterschaft - 2003 Bronzemedaille bei der Weltmeisterschaft |

## Karrierestatistik

### International
Vertrat die Slowakei bei:
| - World Cup of Hockey 1996 - Olympischen Winterspielen 1998 - Weltmeisterschaft 2002 | - Weltmeisterschaft 2003 - Olympischen Winterspielen 2006 |

(Legende zur Spielerstatistik: Sp oder GP = absolvierte Spiele; T oder G = erzielte Tore; V oder A = erzielte Assists; Pkt oder Pts = erzielte Scorerpunkte; SM oder PIM = erhaltene Strafminuten; +/− = Plus/Minus-Bilanz; PP = erzielte Überzahltore; SH = erzielte Unterzahltore; GW = erzielte Siegtore; 1 Play-downs/Relegation; Kursiv: Statistik nicht vollständig)